# Neil Paterson (sędzia rugby)
Neil Paterson (ur. 9 sierpnia 1975 w Belfaście) – pochodzący z Irlandii szkocki międzynarodowy sędzia rugby union. Sędziował w Pro12, europejskich pucharach, a także w rozgrywkach reprezentacyjnych.
Uczęszczał do Sullivan Upper School w Holywood, a następnie studiował na University of Dundee zostając dentystą. Występował w irlandzkim Malone RFC oraz szkockim Dundee HSFP, a jego największym sukcesem w zawodniczej karierze było poprowadzenie drużyny szkockich uniwersytetów do zwycięstwa nad angielskimi rywalami.
Pierwsze spotkanie w lokalnych szkockich rozgrywkach sędziował w 2003 roku i prowadził je do roku 2016. Jako główny arbiter w profesjonalnej lidze zadebiutował w listopadzie 2006 roku meczem Cardiff Blues–Connacht w Pro12 i do stycznia 2015 roku zaliczył 66 pojedynków, pełnił następnie rolę sędziego telewizyjnego. Sędziował również w Top 14, a na arenie międzynarodowej prowadził natomiast mecze European Challenge Cup, Pucharu Heinekena oraz ERCC2.
Jego pierwszym zagranicznym meczem był pojedynek gwiazd ligi irlandzkiej z reprezentacją angielskich hrabstw w lutym 2007 roku, trzy miesiące później był po raz pierwszy głównym sędzią testmeczu – wygranego przez Hiszpanów z Czechami. Prócz prowadzenia spotkań reprezentacyjnych był w nich również sędzią liniowym, a następnie telewizyjnym.
Znajdował się w panelu arbitrów na MŚ U-19 2007. Prowadził spotkania w kilku edycjach Pucharu Sześciu Narodów U-20, a także w MŚ U-20 2011.
Sędziował rozgrywki IRB Sevens World Series w sezonach 2007/2008 i 2008/2009, następnie został wytypowany w gronie arbitrów Pucharu Świata 2009.
W latach 2007 i 2011 został uznany najlepszym szkockim arbitrem.
Przebieg kariery w raportach Szkockiego Związku Rugby.